# Phygadeuon neoflavicans
Phygadeuon neoflavicans är en stekelart som beskrevs av Horstmann 1967. Phygadeuon neoflavicans ingår i släktet Phygadeuon och familjen brokparasitsteklar. Inga underarter finns listade i Catalogue of Life.